# پرونوس دریایی
پرونوس دریایی (نام علمی: Prunus maritima) نام یک گونه از سرده پرونوس است.

## نگارخانه

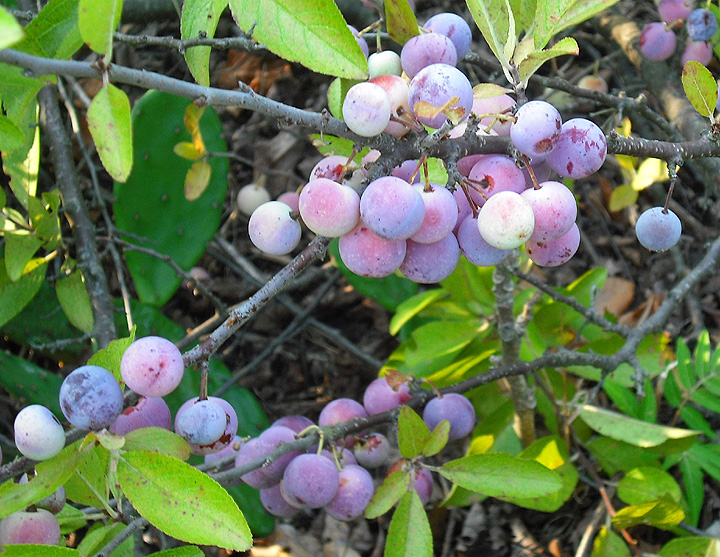